# Tortula rubella
Tortula rubella là một loài Rêu trong họ Pottiaceae. Loài này được Hook. & Wilson miêu tả khoa học đầu tiên năm 1859.